# 崔氏政权
崔氏政權（韓語：최씨정권）是高麗王朝时期的武人政权，自明宗26年的1196年起始於由崔忠献發動的崔氏政變，通过高丽王室统治高丽国62年。
崔忠献执政期间，蒙古开始入侵高丽。1232年，崔忠献之子崔瑀将高丽首都从开城迁往江华岛。

## 历届统治者
- 崔忠献 （统治时间：1197年-1219年）
- 崔瑀  （统治时间：1219年-1249年）
- 崔沆 （统治时间：1249年-1257年）
- 崔竩（统治时间：1257年-1258年）